# Sundasciurus everetti
Sundasciurus everetti is een zoogdier uit de familie van de eekhoorns (Sciuridae). De wetenschappelijke naam van de soort werd voor het eerst geldig gepubliceerd door Thomas in 1890.

## Voorkomen
De soort komt voor in Maleisië.